# Manuel Marqués i Puig
Manuel Marqués i Puig (Vilanova i la Geltrú, 1860- Sant Sebastià, 7 de novembre de 1937) fou un empresari català, president de Foment del Treball Nacional. Era fill de l'indià vilanoví Isidre Marquès i Riba, creador de la fàbrica Puig, Rafecas, Marqués y Cía. Va heretar la fàbrica el 1881 amb la mort simultània del seu pare i del seu germà gran Isidre Marquès i Puig. Ben assessorat, es casà amb la vídua del seu germà i Francesc Cabana i Vancells el caracteritza com a prototip del paternalisme empresarial. Fins 1897 mantindria la raó social com a Marqués Hermanos, i posteriorment es convertirà en empresa personal fins que el 1918 es convertirà en societat anònima.
Va ser membre del consell d'administració de la Societat Espanyola d'Electricitat. Juntament amb Josep Bertran va prendre la iniciativa de situar la companyia –en aquell moment en una difícil situació econòmica i sense poder accedir a l'enllumenat públic de la ciutat de Barcelona - en condicions d'aprofitar l'oportunitat que suposava la celebració de l'Exposició Universal de Barcelona de 1888. La Societat Espanyola d'Electricitat va ser proveïdora la l'exposició i aquesta li serví com a plataforma comercial.
El 1905 fou nomenat president de Foment del Treball Nacional, càrrec que va ocupar fins 1907. També va formar part de la junta directiva de la Caixa de Pensions, conseller de la Societat Anònima Cros, vicepresident de la Societat Econòmica d'Amics del País i membre de la Junta d'Obres del Port de Barcelona. Entre 1911 i 1920 formà part de la junta d'administració del Banc de Barcelona i el 1912 fou proposat a president de la Cambra de Comerç de Barcelona, però la coincidència amb mort de la seva esposa el va empentar a renunciar al càrrec. El 1911 va comprar cal Xuriguer i va electrificar els establiments. Fins 1932 va mantenir el caràcter familiar de l'empresa, i aleshores esdevingué societat anònima.
Quan esclatà la guerra civil espanyola va fugir de Barcelona i es va establir a Sant Sebastià, on va morir el 7 de novembre de 1937.